# Bedford Castle

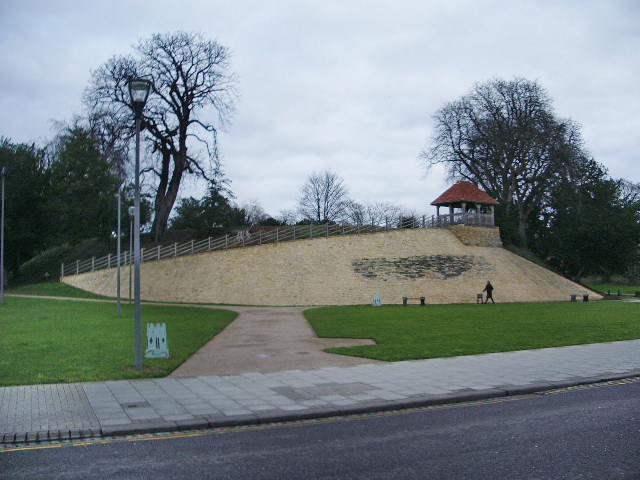
Reste der Motte von Bedford Castle

Bedford Castle ist eine abgegangene Burg in der Stadt Bedford in der englischen Grafschaft Bedfordshire. Nach 1100 ließ König Heinrich I. an dieser Stelle eine Motte errichten, die dann sowohl in der Anarchie als auch im ersten Krieg der Barone eine wichtige Rolle spielte. Die Burg wurde dann in Steinbauweise wesentlich erweitert, aber der genaue Umfang des Ausbaus ist heute nicht mehr bekannt. König Heinrich III. belagerte die Burg 1224 nach einem Streit mit Falkes de Bréauté; die Belagerung dauerte acht Wochen, und eine 2700 Mann starke Armee sowie Belagerungsmaschinen aus ganz England waren daran beteiligt. Nach der Übergabe der Burg ordnete der König ihre Zerstörung an. Auch wenn die Burgruine im 17. Jahrhundert, während des englischen Bürgerkrieges teilweise wieder befestigt wurde, blieb sie doch eine Ruine. Die Erweiterung der Stadt im 19. Jahrhundert führte dazu, dass das Gelände nach und nach mit Wohnhäusern überbaut wurde. Heute ist nur noch ein Teil des Burghügels erhalten, um den 2007 bis 2009 ein archäologischer Park angelegt wurde.

## Geschichte

### Frühe Geschichte (1100–1153)
Bedford Castle wurde vermutlich nach 1100 auf Geheiß König Heinrichs I. in der Stadt Bedford über dem Fluss Great Ouse errichtet. Die Burg wurde im Inneren der Stadt gebaut, und so mussten viele alte angelsächsische Straßen zerstört und umgeleitet werden, um Platz für den Bau zu schaffen. Dies hinterließ bleibende Spuren im Straßennetz. Diese Burg war eine Motte und vermutlich wesentlich kleiner als die spätere, steinerne Burg. Sie bestand nur aus der Motte selbst und einer Kernburg.
Anfang des 12. Jahrhunderts wurde die Burg von einem königlichen Kastellan, Simon de Beauchamp, einem Sohn von Hugh de Beauchamp, der 1066 bei der normannischen Eroberung Englands mitgeholfen hatte, verwaltet. Zeitgenossen beschrieben die Burg damals als „vollkommen eingefriedet mit einem riesigen Burggraben und Wall, auf dem eine starke und hohe Mauer stand, und verstärkt durch einen starken und unerschütterlichen Donjon“. Simon de Beauchamp starb 1136 oder 1137, und König Stephan erklärte sich damit einverstanden, dass dessen Tochter Hugh the Pauper heiratete und dass die Burg im Tausch gegen Ehrerbietung und Geschenke für dessen Neffen Miles an den Gatten fallen würde. Miles und Payn de Beauchamp, die Kinder von Simon de Beauchamps Bruder Robert, erklärten aber, dass die Burg von Rechts wegen Miles gehöre und verweigerten die Übergabe an Hugh.

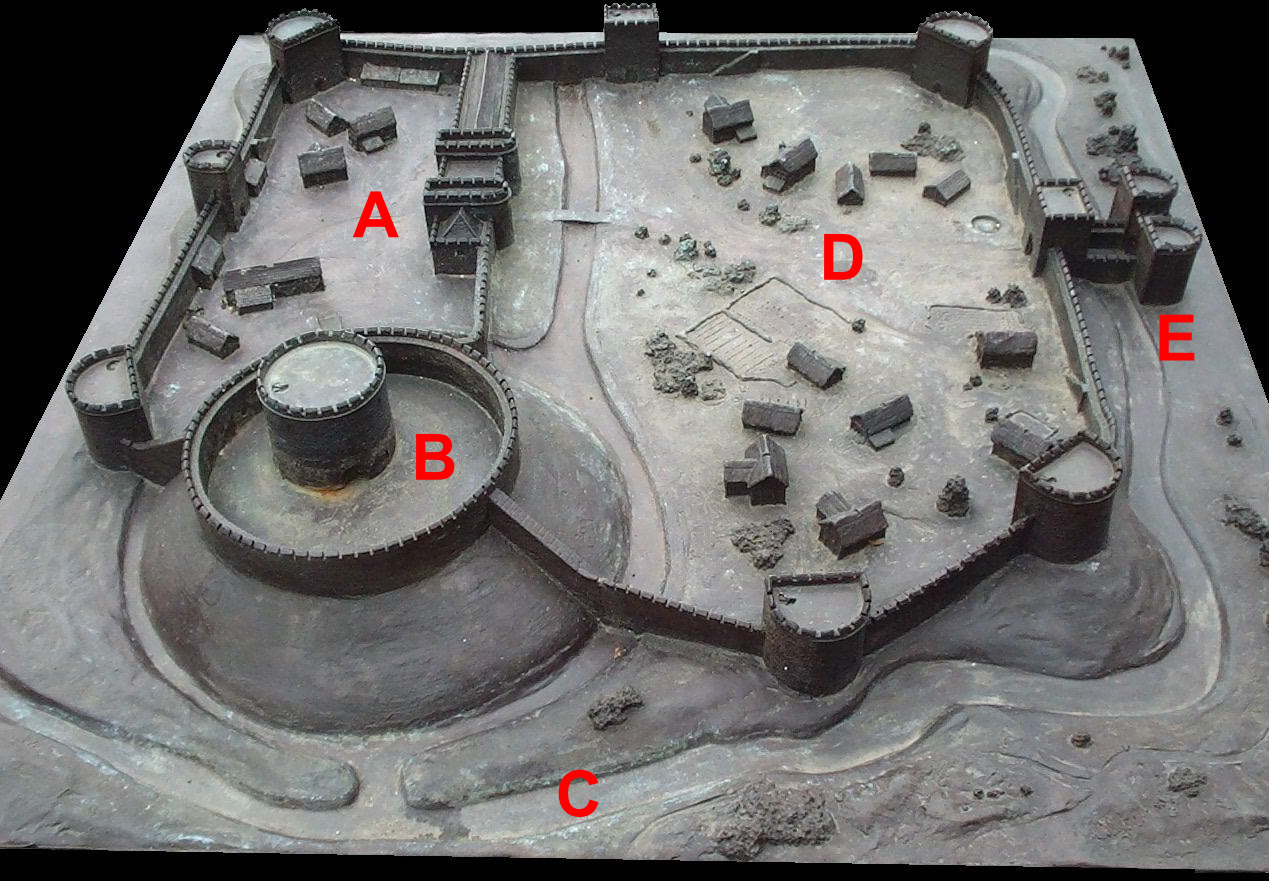
Rekonstruktion eines möglichen Erscheinungsbildes der Burg 1224: A – Kernburg; B – Donjon; C – Burggraben, geflutet vom Great Ouse; D – Vorburg; E – Torhaus

Zwischenzeitlich war in England ein Bürgerkrieg zwischen König Stephan und Kaiserin Matilda ausgebrochen, der zu einem Zeitalter des Chaos, bekannt als Die Anarchie führte. Matildas Onkel, König David I. von Schottland, überfiel England 1137, um Matildas Ansprüche auf den englischen Thron zu unterstützen. Obwohl Miles de Beauchamp seine Unterstützung für König Stephan erklärte, entschied sich der König, Bedford Castle erneut einzunehmen, bevor er nach Norden marschierte. Stephan scharte eine Armee um sich, um Bedford Castle zu belagern, aber Miles de Beauchamp erhielt vorab einen Hinweis auf den Angriff und versorgte sich und die Garnison mit großen Mengen an Lebensmitteln, um auf eine lange Belagerung vorbereitet zu sein. König Stephan konnte die Burg nicht erobern, hinterließ dort aber Streitkräfte unter der Führung von Hugh de Beauchamp, um die Garnison auszuhungern und zur Aufgabe zu zwingen, während er nach Norden marschierte, um sich des schottischen Angriffs zu erwehren.
Heinrich von Blois, der Bischof von Winchester, intervenierte und versuchte, eine Verhandlungslösung herbeizuführen. Er erreichte nach fünf Wochen eine Übereinkunft, nach der die Burg übergeben wurde, die Garnison in Frieden abziehen konnte, die Burg aber an den König fiel. Offenbar aber ließ die Übereinkunft zwischen dem Bischof und Miles de Beauchamp letzterem die Ländereien um die Burg, und 1141 kehrte Miles de Beauchamp zurück und nahm die Burg selbst wieder ein, auch wenn heute nicht bekannt ist, wie er das erreicht hat.
Miles de Beauchamp unterstützte dann Kaiserin Matilda, und 1146 war Ramulph de Gernon, der Earl of Chester, zeitweise auf der Seite des Königs, griff die Stadt Bedford an und nahm sie ein. Allerdings konnte er die Burg nicht einnehmen; sie blieb unter der Kontrolle von Miles des Beauchamp, bis dieser etliche Jahre später starb. Gegen Ende des Bürgerkrieges könnte Bedford Castle erneut angegriffen worden sein. König Heinrich II. marschierte im letzten Jahr des Konfliktes, 1153, durch Bedford, und Dokumente beweisen, dass die Stadt zu dieser Zeit beschädigt wurde. Geschichtsforscher sind sich nicht darüber einig, ob die Burg damals nochmals belagert wurde oder nicht.

### Hochmittelalter (1153–1224)

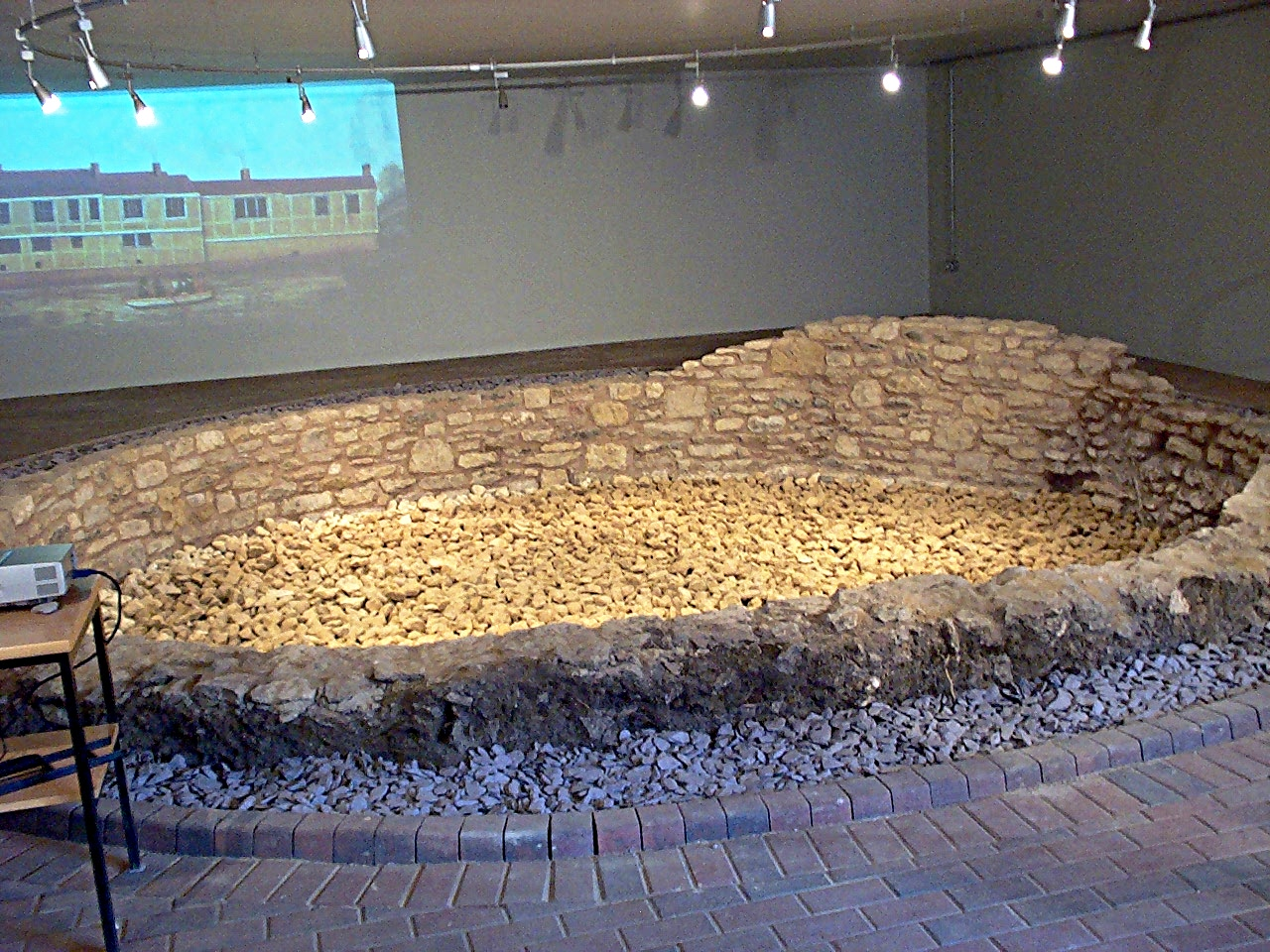
Mittelalterlicher Kalkofen, erhalten als Teil des archäologischen Parks bei Bedford Castle

Anfang des Jahres 1215 wuchsen die Spannungen zwischen König Johann Ohneland und der rebellischen Fraktion der Barone, was zum ersten Krieg der Barone führte. Die Rebellen unternahmen eine Belagerung von Northampton Castle, waren dort aber nicht erfolgreich und wandten sich dann Bedford Castle zu. Aber auch Bedford Castle widerstand dem Angriff, und die Rebellen zogen weiter südlich nach London. Bedford Castle wurde damals von William de Beauchamp gehalten, dessen Loyalität aber fraglich war und der schließlich gegen den König rebellierte. Falkes de Bréauté, ein wichtiger anglo-normannischer Führer und loyal gegenüber König Johann, widersetzte sich und eroberte Bedford Castle 1216 für den König zurück. Hierfür verlieh Johann Ohneland Falkes de Bréauté die Grundherrschaft von Bedford und gab ihm damit praktisch die Burg zu Lehen, auch wenn nicht klar ist, ob er ihn als Kastellan einsetzte oder ihm gar das Eigentum an der Burg übertrug. Mit dem weiteren Kriegsfortschritt nahm Falkes de Bréauté auch die Burgen Plympton Castle, Christchurch Castle und Carisbrooke Castle ein, während er Bedford Castle weiterhin hielt. Nach dem Tod von Johann Ohneland 1216 wendete sich das Kriegsglück gegen die rebellischen Barone, und die königliche Fraktion, der auch Falkes de Bréauté angehörte, konnte den jungen König Heinrich III. in England an die Macht bringen.
Nach dem Krieg machte Falkes de Bréauté Bedford Castle zu seinem Hauptquartier und ließ die Burg beträchtlich erweitern, was zu dem führte, das David Baker als „größere Wiederbefestigung“ beschrieb. De Bréauté ließ die benachbarten Kirchen St Paul und St Cuthbert abreißen, um Platz für eine neue Vorburg zu schaffen, und ließ die Steine zum Bau der Burg verwenden. Die genaue Form der Burg nach der Erweiterung ist heute nicht mehr bekannt. Sie scheint quadratisch gewesen zu sein, wobei die westliche Begrenzung entlang der heutigen High Street und die nördliche entlang der heutigen Straßen Ram Yard und Castle Lane verlief. Die Burg hatte eine neue Barbakane, eine Kern- und Vorburg (die Kernburg lag an der Südostecke, geschützt durch einen inneren Graben und eine steinbegrenzte Palisade), weitere steinbegrenzte Gräben um die Burg herum und einen neuen Donjon auf der Motte. Brown nimmt an, dass der neue Donjon eventuell das ganze obere Ende der Motte eingenommen hat und einen Turm besaß, so wie die Donjons auf Launceston Castle und Bungay Castle. Die steinbegrenzten Palisaden und Gräben waren für England unüblich; das nächstgelegene Beispiel hierfür findet sich auf Skenfrith Castle. Die Burg hatte eine Hintertür zum Wasser, das zum Fluss führt, und einen Rittersaal in der Mitte der Kernburg, mindestens 13 Meter × 40 Meter groß. An der Mauer der Vorburg gab es vermutlich ein großes Torhaus. Ein Mound in der Nordostecke der Burg trug vermutlich einen großen Turm.

#### Die Belagerung von 1224

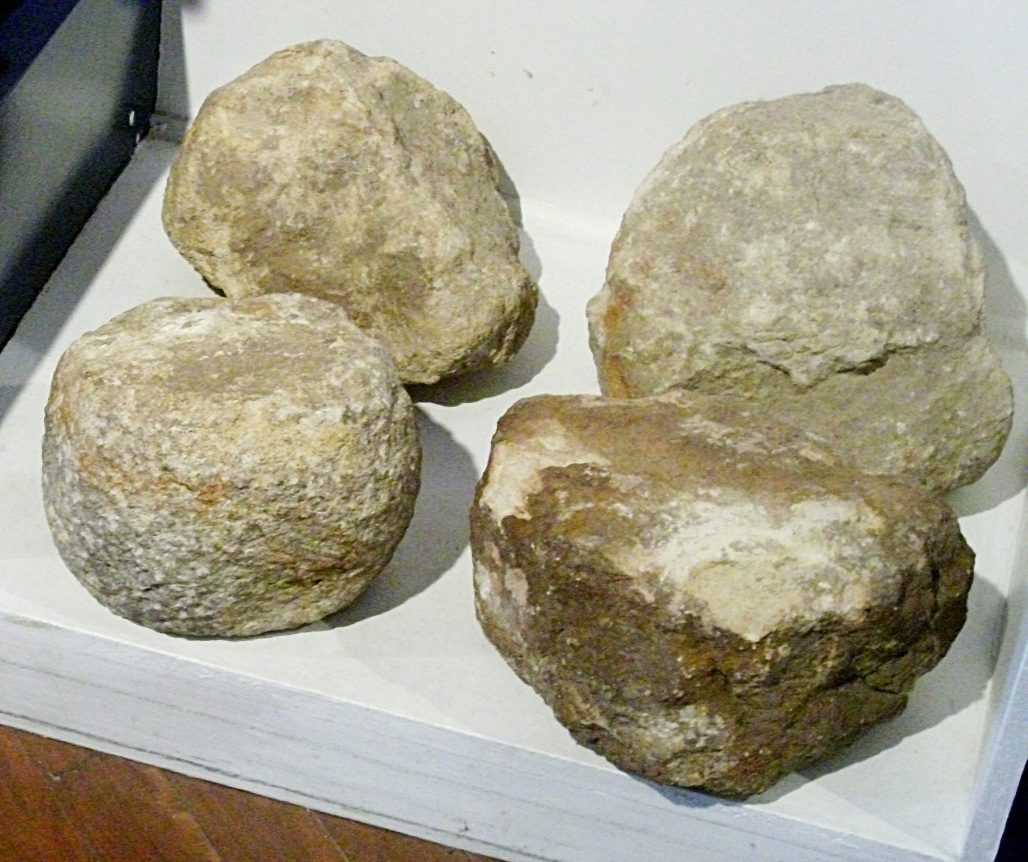
Mangonelgeschosse, die in den 1970er-Jahren in der Burgruine entdeckt wurden und vermutlich von der Belagerung von 1224 stammen.

König Heinrich III. entschied, dass Bedford Castle seinen ursprünglichen Besitzern zurückgegeben werden sollte. Dies war William de Beauchamp, und der war zunehmend frustriert über die Weigerung von Falkes de Bréauté, der Weisung des Königs Folge zu leisten. Die Sache eskalierte, als De Bréautés Kastellan Henry of Braybrooke, einen königlichen Richter, der gerade rechtliche Beschwerden gegen Falkes de Bréauté anhörte, verhaften ließ. Als sich De Bréauté weigerte, den Richter freizulassen, mobilisierte König Heinrich gegen die Armee, unterstützt von der Kirche in Gestalt von Stephen Langton, dem Erzbischof von Canterbury, und marschierte nach Bedford. Falkes de Bréauté hatte die Burg mit einer Garnison von etwa 80 Leuten seinem Bruder, William de Bréauté überlassen, der sich weigerte, sich dem König zu ergeben. Falkes de Bréauté hoffte vermutlich, dass, wenn die Burg nur lange genug gehalten würde, seine Bemühungen, Papst Honorius III. zu einem Einschreiten gegen König Heinrich zu bewegen, Erfolg hätten. Der Erzbischof exkommunizierte William de Bréauté und die Belagerung begann.
Die Belagerung von Bedford Castle verschlang gewaltige Ressourcen. Belagerungsmaschinen wurden von Lincoln, Northampton und aus Oxfordshire herangeschafft, während Schreiner weitere Maschinen aus Holz von Northamptonshire bauten. Seile kamen aus London, Cambridge und Southampton, Häute aus Northampton und Talg aus London. Arbeitskräfte aus ganz Bedfordshire und Northamptonshire wurden von den zuständigen Sheriffs ausgehoben, ebenso wie Bergleute aus Hereford und dem Forest of Dean. Armbrustbolzen wurden von einem Lager auf Corfe Castle und aus den Provinzen bestellt; 43.000 Armbrustbolzen wurden nachweislich durch den König geordert. In der Gegend wurden Bäume eingeschlagen und man brach Steine zur Gewinnung von Munition für die Belagerungsmaschinen. Zelte und Pavillons für den König wurden aus London geschickt, zusammen mit luxuriösen Speisen und Wein, ebenfalls für den König. Insgesamt musste der König £ 1311 an Löhnen für die gesamte Belagerung bezahlen. Es ist nicht genau bekannt, wie groß Heinrichs Armee war, aber möglicherweise waren jederzeit 1600–2700 Soldaten verfügbar. Zur Unterstützung der Belagerung instruierte Langton seine Bischöfe, je einen Mann für 24 Hektar des ihnen gehörenden Landes auszuheben, und verhängte eine spezielle Steuer auf die Ländereien der Kirche.

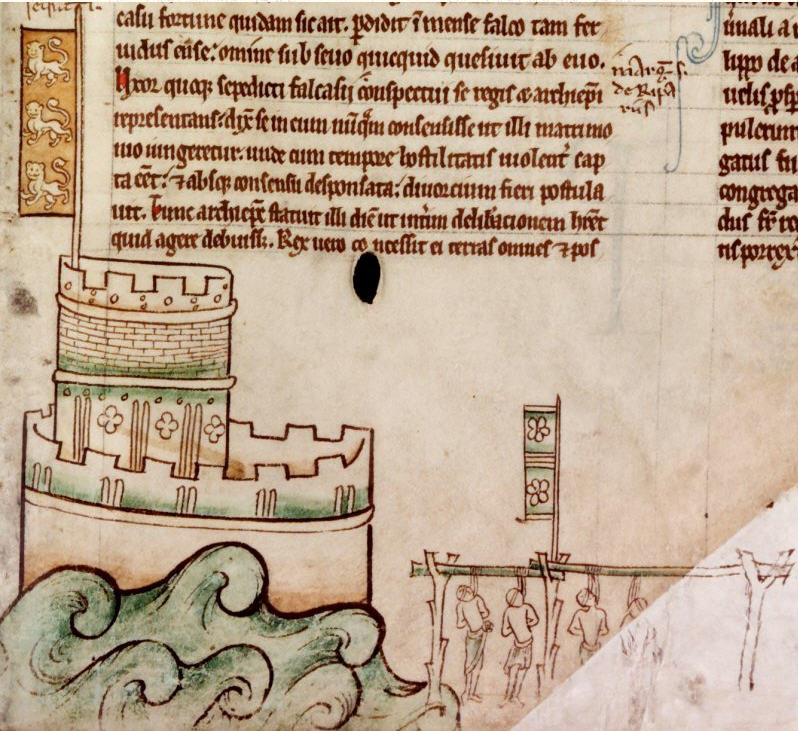
Eine fast zeitgenössische Skizze des Donjons und Turmes von Bedford Castle (links) während der Belagerung von 1224 und der Hinrichtung der Garnison nach ihrer Aufgabe (rechts), von Matthäus Paris.

Mit diesen Ressourcen ließ König Heinrich eine Reihe von Belagerungsmaschinen um die Burg aufstellen. Eine Blide und zwei Mangonels wurden an der Ostseite der Burg aufgestellt, zwei Mangonels an der Westseite zum Angriff auf den Donjon und je ein Mangonel auf der Nord- und der Südseite. Zwei Belagerungsburgen wurden eingerichtet, um die Garnison in der Burg zu beobachten. William de Bréauté war aber überzeugt, dass entweder sein Bruder zurückkommen und die Burg entsetzen oder der Papst eingreifen würde, und hielt trotz der Artillerieangriffe aus. Die Verluste der königlichen Armee begannen anzusteigen, Chronist Radulph von Coggeshall meint, dass sieben Ritter und über 200 Soldaten und Arbeiter im weiteren Verlauf der Belagerung getötet wurden.
Letztlich fiel Bedford Castle durch eine Folge von vier Angriffen. Die königlichen Truppen nahmen erst die Barbakane ein und stürmten dann die Vorburg, wobei sie die meisten Vorräte der Garnison erbeuteten, aber auch hohe Verluste hinnehmen mussten. Bergleute, die unter der Bedeckung einer ”Katze” arbeiteten, erreichten dann Zugang zur Kernburg, indem sie einen Teil der inneren Mauer zum Einsturz brachten. Schließlich griffen die Bergleute am 14. August den Donjon selbst an, indem sie Feuer unter dessen Mauern legten, damit den Stein zum Springen brachten und dafür sorgten, dass der Donjon sich mit Rauch füllte. Die weiblichen Mitglieder des Haushaltes, auch die Gattinnen von Falkes de Bréauté und Henry of Braybrooke, wurden freigelassen und die königliche Standarte auf dem Turm gehisst. Am folgenden Tag ergaben sich William de Bréauté und seine Garnison.
Eine Diskussion entbrannte über das Schicksal der Garnison. Nahezu zeitgenössische Quellen sagen aus, dass die Gefangenen den Erzbischof um Hilfe baten, dieser aber das Hilfsersuchen ablehnte. König Heinrich ließ dann alle männlichen Mitglieder der Garnison hängen, mit Ausnahme von drei Rittern, die sich einverstanden erklärten, sich dem Templerorden anzuschließen. Drei Tage nach dem Fall von Bedford Castle schrieb der Papst einen Brief, in dem er verlangte, dass König Heinrich seine Kampagne gegen Falkes de Bréauté einstellen sollte, aber seine Intervention kam zu spät, um noch hilfreich zu sein. Bischof Alexander  Stavensby von Coventry überzeugte Falkes de Bréauté, sich nach dem Fall der Burg zu ergeben; er übergab die verbleibenden Burgen von Plympton und Storgursey und wurde von Langton begnadigt. Kurz danach ging er ins Exil. Der Geschichtswissenschaftler R. Allen Brown meint, dass die Belagerung von Bedford Castle 1224 deswegen so bemerkenswert war, weil die Garnison gegen „die konzentrierten militärischen Ressourcen des gesamten Königreiches“ beeindruckende acht Wochen aushalten konnte. Der Historiker David Carpenter meint, dass der Fall von Bedford Castle „den Triumph der Zentralregierung“ über die vorher unkontrollierbaren örtlichen Barone besiegelte.

### Spätere Geschichte (13.–19. Jahrhundert)

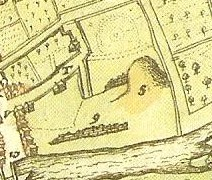
Bedford Castle auf der Landkarte von John Speed (1611) mit der Motte und den Fragmenten der Burgmauern

Nach der Belagerung ordnete König Heinrich III. den Abriss der Burg an; Arbeiter füllten Burggräben auf und halbierten die Höhe der Mauern. William de Beauchamp war es verboten, die Burg wieder aufbauen zu lassen. Stattdessen ließ er ein nicht befestigtes Haus in der Kernburg errichten. Die Kirchen von St Paul und St Cuthbert wurden 1224 mit Bausteinen von der Burg wieder aufgebaut. Die plötzliche Verfügbarkeit billiger Bausteine führte dazu, dass 1224 viele Straßen in Bedford neu gepflastert wurden. Eine örtliche Sage erzählt, dass die erste Steinbrücke in Bedford, die Great Bridge, aus Bausteinen von Bedford Castle erbaut worden sei. Im Jahre 1361 wurde das Burggelände als „ein leerer Ort, von alten Mauern eingefriedet“ beschrieben und es scheint, dass es den größten Teil des Mittelalters in ruinösem Zustand verblieb. Der Geschichtswissenschaftler John Leland besuchte das Gelände im 16. Jahrhundert und notierte, dass die Burg „jetzt ganz abgebrochen“ sei. John Speed, der Kartograph vom Anfang des 17. Jahrhunderts, stellte 1611 eine Landkarte von Bedford her, die die Motte und noch stehende Fragmente der Burgmauern auf dem ansonsten leeren Burggelände zeigt.
Bei Ausbruch des englischen Bürgerkrieges schlug sich Bedford auf die Seite der Parlamentaristen. Die Stadt wurde 1643 vorübergehend von Prinz Ruprecht von der Pfalz, Duke of Cumberland, eingenommen und die Burg wurde für die Dauer des Krieges wiederbefestigt. Ein vermutlich aus Holz gebautes Fort und ein ebensolches Gefängnis wurden auf den Überresten der Motte errichtet und mit einer Garnison von 100 Mann belegt. Nach dem Krieg wurde die Motte bis ins 19. Jahrhundert als Bowling Green genutzt. 1804 wurde der Nordostturm der Burg in ein sechseckiges Gebäude für die örtliche Miliz umgebaut. Ende des 19. Jahrhunderts dehnte sich die Stadt Bedford nach Osten aus und so wurde das Burggelände begehrtes Bauland für Wohnhäuser. 1851 wurden die letzten Reste der Barbakane zerstört, um Platz für den Bau von Bauernhäusern zu erhalten.

### Moderne Zeiten (20.–21. Jahrhundert)
Heute ist nur noch der untere Teil der Motte von Bedford Castle erhalten, 7,5 Meter hoch und oben 49 Meter im Durchmesser. Sie gilt als Scheduled Monument. Archäologische Ausgrabungen wurden durchgeführt, um ein besseres Verständnis der Geschichte der Burg zu entwickeln, auch wenn die Durchführung der Ausgrabungen wegen der städtischen Bebauung des Geländes schwierig ist. Ausgrabungen zwischen 1969 und 1972 enthüllten die große Ausdehnung der Burg; dies wurde durch weitere Arbeiten in den Jahren 1995 und 1996, sowie eine weitere Ausgrabungsphase 2007 ergänzt. Nach den Untersuchungen von 2007 wurde von 2007 bis 2009 ein archäologischer Park auf Teilen des Burggeländes errichtet, der heute das Zentrum eines Mischgebietes mit Restaurants und Apartments bildet. Im Park befinden sich auch einer der alten Kalköfen der Burg, der 1973 wiederentdeckt wurde, und die Fundamente des Rittersaals.